# Hercostomus zieheni
Hercostomus zieheni är en tvåvingeart som beskrevs av Octave Parent 1929. Hercostomus zieheni ingår i släktet Hercostomus och familjen styltflugor. Inga underarter finns listade i Catalogue of Life.